# Toksong
Toksong (Hán Việt: Đức Thành) là một huyện của tỉnh Hamgyong Nam tại Cộng hòa Dân chủ Nhân dân Triều Tiên. Huyện có vùng đồi núi rộng lớn, song phần phía nam có địa hình thấp. Các dãy núi Pujonryong, Taedok và Kodubong (거두봉) chạy qua địa phận của huyện. Đỉnh núi cao nhất là Huisabong. Các dóng suối chính là Kosochon (거서천), Konpachon (곤파천), và Tongpalryongchon (통팔령천).
Khoảng 89% diện tích của huyện là đất rừng, trong đó khoảng 70% là cây lá kim. Do vậy, ngành lâm sản ở địa phương khá phát triển Kinh tế của huyện tập trung vào ngành chế tạo, mặc dù nông nghiệp cũng đóng vai trò nhất định. Chế tạo chiếm đến 90% tổng sản phẩm của huyện. Các cây trồng chính là ngô, đỗ tương và khoai tây và chủ yếu được trồng tại các thung lũng. Cũng có các nông trang trồng hoa quả và nuôi tằm trên địa bàn. Các loại khoáng sản của Toksong là quặng sắt, vàng, fluorit và magnetit. Huyện cũng có các nhà máy thủy điện. Toksong có tuyến đường sắt Toksong đi qua địa bàn.
Năm 2008, dân số toàn huyện Tokong là 97.617 người (45.935 nam và 51.682 nữ), trong đó, dân cư đô thị là 27.889 người (28,6%) còn dân cư nông thôn là 69.728 người (71,4%).